# Le Débutant (film, 1986)
Pour les articles homonymes, voir Le Débutant (film, 1969).
Pour plus de détails, voir Fiche technique et Distribution.
Le Débutant est un film français réalisé par Daniel Janneau et sorti en 1986.

## Synopsis
François Veber, jeune ouvrier électricien tourangeau, n'a qu'une passion, le théâtre. Jocelyne, sa compagne, est professeur d'éducation physique et mordue de basket. Comme ils n'ont pas grand-chose en commun, François n'a pas de scrupules à la quitter pour changer de vie lorsque la troupe de Marguerite Balicourt lui offre une place de régisseur. Il débarque bientôt à Paris et s'inscrit à l'École nationale de théâtre, dans la classe de Lucien Berger. Il y rencontre Valérie, une jeune pensionnaire de la Comédie nationale, dont il tombe aussitôt amoureux.

## Fiche technique
- Titre  original : Le Débutant
- Réalisateur : Daniel Janneau
- Scénario : Francis Perrin et Daniel Janneau
- Société de production :  Films A2 et T. Films
- Producteur : Alain Terzian
- Montage :  Ghislaine Desjonquères
- Costumes : Philomène Ghéné et Melusine Shambe
- Photographie : Robert Fraisse
- Musique : Yves Gilbert
- Pays :  France
- Genre : comédie
- Format : couleur
- Durée : 86 minutes
- Date de sortie : 
  - France : 25 juin 1986

## Distribution
- Francis Perrin : François Veber
- Dominique Lavanant : Marguerite Balicourt
- Jean-Claude Brialy : Willy
- Julien Guiomar : Lucien Berger
- Christiane Jean : Valérie
- Philippe Lelièvre : Chassignole
- Maurice Baquet : Maurice
- Christian Charmetant : Jean-Marc
- Xavier Saint-Macary : Philippe Rivière
- Valérie Rojan : Odile
- Patricia Elig : Bernadette
- Charlotte Walior : Sophie
- François Perrot : Jean Rex
- Roger Dumas : Marceau
- Philippe Brizard  : Moretti, L'appariteur
- Henri-Jacques Huet : Frédéric Mouillard
- Bertrand Lacy : Hector
- Cécile Magnet : Jocelyne
- Pierre Maguelon : Gachassin
- Yves Robert : L'homme dans l'escalier (non crédité)
- Angela Torossian : Geneviève (non créditée)
- Véronique Bogard
- Gérard Chapuis
- Jean-Pierre Clami
- Monique Darpy
- Annie Degroote
- Philippe Dehesdin
- Christian De Smet
- Colette de Varga
- Salvino Di Pietra
- Odile Héritier
- Cécilia Hornus
- Jean-Loup Horwitz
- Fred Kiriloff
- Gérard Lamballe
- Philippe Legendre
- Thierry Liagre
- Patrick Paroux
- Michel Pascal
- Pierre-Yves Pruvost
- Philippe Rondest
- Josy Rosier

## François Veber
Francis Perrin, lorsqu'il coécrit la pièce avec Daniel Janneaule, décide de donner le nom de « François Veber » à son personnage en miroir à François Perrin, personnage récurrent des pièces de Francis Veber.